# تركيز الإجهاد

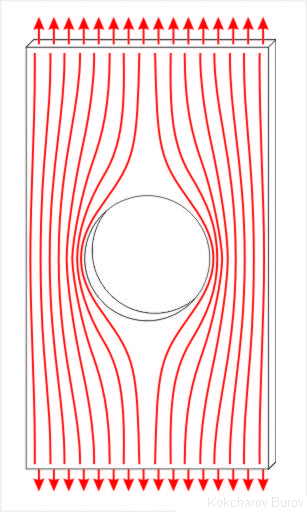
يتركز الإجهاد في المناطق المشوهة في الأجسام.

تركيز الإجهاد في ميكانيك الأجسام الصلبة هو موقع في الجسم تكون فيه قيمة الإجهاد أكبر بشكل كبير من باقي المناطق المحيطة. يتركز الإجهاد عادةً في منطقة ما عندما يكون هناك عدم انتظام في بنية المواد يعيق توزع الجهد على كامل الجسم، مثل وجود ثقوب أو أخاديد أو تشوهات أخرى مثل الخدوش.
يعبر رياضياً عن تركيز الإجهاد غير المستمر تحت أحمال قوة الشد باستخدام مقدار كمّي لا بعدي يدعى عامل تركيز الإجهاد {\displaystyle K_{t}}، وهو نسبة أعلى قيمة للإجهاد إلى مقدار الإجهاد إلى قيمة الإجهاد الكلي؛ وينبغي التمييز بينه وبين عامل شدة الإجهاد والمستخدم من أجل تعريف أثر وجود شقوق في المواد على الإجهادات في المنطقة حوالي الشق.